# یواس‌اس شرودر (دی‌دی-۵۰۱)
یواس‌اس شرودر (دی‌دی-۵۰۱) (به انگلیسی: USS Schroeder (DD-501)) یک کشتی بود که طول آن ۱۱۴٫۷ متر (۳۷۶ فوت) بود. این کشتی در سال ۱۹۴۲ ساخته شد.